# Ben Collett
Benjamin „Ben“ Collett (* 11. September 1984 in Bury) ist ein ehemaliger englischer Fußballspieler. Für Schlagzeilen sorgte Collett als ihm ein Gericht im August 2008 £4,3 Mio. Schadensersatz für eine 2003 erlittene Verletzung zusprach. 

## Karriere
Collett spielte seit seinem neunten Lebensjahr bei Manchester United und gewann mit dem Jugendteam den FA Youth Cup 2002/03, dabei erzielte er im Finale gegen Middlesbrough einen Treffer. 2003 erhielt er auch den vereinsinternen Jimmy Murphy Young Player of the Year Award als bester Nachwuchsspieler des Jahres. Im Mai 2003 erlitt er in seinem Debütspiel für das Reserveteam von Manchester United gegen Middlesbrough nach einem Foul von Gary Smith einen doppelten Beinbruch. Collett erholte sich in der Folgezeit nicht mehr von seiner Verletzung und verließ 2005 Manchester ohne Pflichtspieleinsatz im Profiteam. Er spielte noch eine Saison bei den New Zealand Knights in der australischen A-League und im Anschluss eine Saison beim niederländischen Zweitligisten AGOVV Apeldoorn, bevor er 2007 seine Karriere 22-jährig beendete.
Nach seiner Karriere begann er ein Englischstudium an der University of Leeds.

## Schadensersatzklage
Collett verklagte Anfang 2008 Gary Smith und den FC Middlesbrough auf Schadensersatz. Im August 2008 wurde Collett von einem Londoner Gericht die Rekordsumme von insgesamt £4,3 Mio. zugesprochen. Diese setzt sich aus £3,9 Mio. für zukünftige Verdienstausfälle, £460.000 für bisherige Verdienstausfälle und etwa £40.000 Schmerzensgeld zusammen. Die Summe wurde von der Versicherung des FC Middlesbrough gezahlt.